# Endomorfiring
Inom matematiken är endomorfiringen av en abelsk grupp X, betecknad med End(X), mängden av alla homomorfier av X till sig själv. Additionen definieras som punktvis addition av funktioner och multiplikationen definieras som funktionssammansättning. 

### Fotnoter
1. ↑  Fraleigh (1976, p. 211)
2. ↑  Passman (1991, pp. 4–5)